# Andreas Busse

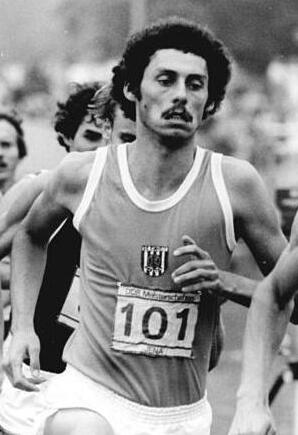
Busse bei den DDR-Meisterschaften 1981 über 800 Meter

Andreas Busse (* 6. Mai 1959 in Dresden) ist ein ehemaliger deutscher Mittelstreckenläufer, der als Starter für die DDR zweimal ein olympisches Finale erreichte.

## Karriere
1975 belegte Busse bei den Junioreneuropameisterschaften in Athen den vierten Platz im 800-Meter-Lauf, 1977 gewann er in Donezk den Titel eines Junioreneuropameisters. Bei den DDR-Meisterschaften konnte er sich bereits als Dritter platzieren. 1978 wurde er bei den DDR-Meisterschaften Vierter hinter Detlef Wagenknecht, Jürgen Straub und Olaf Beyer. Da Straub nur über 1500 Meter starten wollte, fuhr Busse als dritter 800-Meter-Läufer zu den Europameisterschaften 1978 nach Prag. Während Wagenknecht im ersten Halbfinale ausschied, lief Busse als Zweiter dieses Laufs hinter Sebastian Coe ins Finale. Im Finale konnte Olaf Beyer vor Steve Ovett und Sebastian Coe gewinnen, Busse erreichte nach 1:47,1 min als Sechster das Ziel. Er trat außerdem als dritter Läufer der DDR bei der 4-mal-400-Meter-Staffel und belegte im Finale den fünften Platz. In der Saison 1979 lief Busse erstmals bei den DDR-Hallenmeisterschaften in die Medaillenränge, als er über 800 Meter Zweiter hinter Bernd Wulf wurde, in der Freiluftsaison belegte Busse bei den DDR-Meisterschaften den dritten Platz über 1500 Meter.
1980 erreichte er bei den Hallenmeisterschaften den dritten Platz über 800 Meter; im Freien trat er nicht an, nachdem er sich bereits für die Olympiamannschaft qualifiziert hatte. Die Mittelstreckenläufe bei den Olympischen Spielen 1980 in Moskau standen im Mittelpunkt des Publikumsinteresses, weil zum ersten Mal seit zwei Jahren die beiden überragenden Briten Coe und Ovett wieder aufeinandertrafen. Den 800-Meter-Lauf gewann Ovett vor Coe, Busse konnte im Schlussspurt nicht mithalten und belegte in 1:46,9 min den fünften Platz vor Detlef Wagenknecht. Das 1500-Meter-Finale sechs Tage später erlebte seine Dramatik dadurch, dass Jürgen Straub einen langen Spurt anzog, den nur noch Coe kontern konnte. Eine Sekunde hinter Ovett erreichte Busse in 3:40,17 min als Vierter das Ziel.
Nachdem Busse bei den DDR-Hallenmeisterschaften über 800 Meter Zweiter hinter Hans-Joachim Mogalle geworden war, nahm er an den Halleneuropameisterschaften 1981 in Grenoble teil. Auch in Abwesenheit der englischen Stars gelang ihm nicht, eine Medaille zu gewinnen. Mit einer halben Sekunde Rückstand auf den drittplatzierten Spanier Antonio Páez belegte Busse den vierten Platz. Bei den DDR-Freiluftmeisterschaften erreichte er 1981 den dritten Platz über 800 Meter und den zweiten Platz über 1500 Meter, 1982 belegte er erneut den zweiten Platz über 1500 Meter hinter Olaf Beyer. Bei den Europameisterschaften 1982 in Athen steckte Busse im Finale früh auf und erreichte mit acht Sekunden Rückstand als Elfter das Ziel.
1983 siegte Busse in 3:37,38 min erstmals bei den DDR-Meisterschaften. Bei den Weltmeisterschaften in Helsinki gab es ein langsames Finale mit einem schnellen Endspurt, Busse erreichte in 3:43,72 min als Siebenter das Ziel. 1984 gewann er seinen zweiten Meistertitel über 1500 Meter, 1986 seinen dritten. Bei den Europameisterschaften 1986 in Stuttgart verpasste Busse zum ersten Mal in seiner Karriere den Finaleinzug. Bei DDR-Meisterschaften belegte er 1987 den dritten Platz und 1982 den zweiten Platz. International startete er nach 1986 nicht mehr bei Meisterschaften.
Andreas Busse ist 1,85 m groß und wog zu Wettkampfzeiten 70 kg. Er startete für den SC Einheit Dresden und heiratete die Hürdenläuferin Petra Krug.

## Bestzeiten
- 800 Meter: 1:44,72 min, 10. Mai 1980, Potsdam
  - Halle: 1:47,1 min, 11. Februar 1981, Cosford
- 1000 Meter: 2:15,25 min, 31. Juli 1983, Ost-Berlin
- 1500 Meter: 3:34,10 min, 21. Juli 1984, Potsdam
- 1 Meile: 3:53,55 min, 20. August 1982, West-Berlin
- 3000 Meter: 7:51,17 min, 20. Juni 1988, Düsseldorf